# Hampus Wanne
Hampus Wanne (* 10. Dezember 1993 in Lundby) ist ein schwedischer Handballspieler.

## Vereinskarriere
Hampus Wanne begann das Handballspielen bei Önnereds HK. Nachdem Wanne anschließend im Jugendbereich von Redbergslids IK aktiv gewesen war, wechselte er im Sommer 2011 zu HK Aranäs, bei dem er in der schwedischen Handbollsligan eingesetzt wurde. Im Januar 2013 kehrte er zum Zweitligisten Önnereds HK zurück. Zur Saison 2013/14 wechselte der 1,84 Meter große Linksaußen zum deutschen Bundesligisten SG Flensburg-Handewitt, wo er einen Einjahresvertrag unterschrieb, der im März 2014 um zwei Jahre bis zum Ende der Saison 2015/16 verlängert wurde. Im DHB-Pokal erreichte er 2014 das Endspiel, unterlag aber gegen die Füchse Berlin mit 21:22. Auch in seiner ersten EHF-Champions-League-Saison qualifizierte er sich für das Final Four in Köln. Im Halbfinale gegen den FC Barcelona wurde er nach 45 Minuten beim Stand von 24:29 für Anders Eggert eingewechselt. Mit drei Toren hatte er großen Anteil an der Aufholjagd und dem Ausgleich, der zur Verlängerung führte. Nachdem diese ebenfalls unentschieden geendet hatte, kam es zum Siebenmeterwerfen, in dem Wanne den entscheidenden Siebenmeter gegen Danijel Šarić verwandelte. Das Finale, in dem Wanne nicht eingesetzt wurde, gewann die SG Flensburg-Handewitt gegen den THW Kiel. 2015 gewann er mit der SG den DHB-Pokal, nachdem er im Siebenmeterwerfen wieder als letzter Werfer erfolgreich war. 2018 und 2019 gewann er die deutsche Meisterschaft.
Im Februar 2022 gaben Wanne und die SG Flensburg bekannt, dass Wanne Flensburg zum Ende der Saison 2021/22 nach neun gemeinsamen Jahren verlassen werde. Ab der Saison 2022/23 stand Wanne beim spanischen Rekordmeister FC Barcelona unter Vertrag. Mit Barça gewann er den katalanischen Supercup 2022, den spanischen Königspokal 2023 und 2024, den iberischen Supercup 2022 und 2023, die spanische Meisterschaft 2023 und 2024 sowie die EHF Champions League 2024.
Zur Saison 2025/26 wechselte er zum dänischen Verein HØJ Håndbold.

## Auswahlmannschaften
Hampus Wanne stand in den schwedischen Jugend- und Juniorenauswahlen und bestritt 19 (66 Tore) bzw. 23 (46 Tore) Spiele. Bei der U19-Europameisterschaft 2011 wurde er Europameister. Mittlerweile gehört er dem Kader der schwedischen Nationalmannschaft an. Seine zunächst größten Erfolge mit der schwedischen Auswahl waren die Vize-Europameisterschaft 2018 und die Vize-Weltmeisterschaft 2021. Bei der WM 2021 wurde er zusätzlich in das All-Star-Team gewählt. Mit Schweden erreichte er das Viertelfinale bei den Olympischen Spielen in Tokio. Bei der Europameisterschaft 2022 bestritt er acht von neun Spielen auf dem Weg zum Titelgewinn und warf dabei 45 Tore. Beim Gewinn der Bronzemedaille bei der Europameisterschaft 2024 bestritt er alle neun Spiele und warf 36 Tore. Zudem wurde er als bester Linksaußen in das All-Star-Team gewählt. Bei den Olympischen Spielen in Paris schied er wiederum mit Schweden im Viertelfinale aus. Bei der Weltmeisterschaft 2025 warf er 15 Tore in sechs Spielen und belegte mit dem Team den 14. Platz.

## Ehrungen
Wanne wurde im Mai 2021 zu Schwedens Handballer der Saison 2020/21 gewählt.

## Privates
Seine Ehefrau Daniela Wanne spielte ebenfalls professionell Handball. Mit ihr hat er einen gemeinsamen Sohn.

## Bundesligabilanz
| Saison    | Verein                 | Spielklasse | Spiele | Tore | 7-Meter | Feldtore |
| --------- | ---------------------- | ----------- | ------ | ---- | ------- | -------- |
| 2013/14   | SG Flensburg-Handewitt | Bundesliga  | 15     | 13   | 1       | 12       |
| 2014/15   | SG Flensburg-Handewitt | Bundesliga  | 33     | 24   | 1       | 23       |
| 2015/16   | SG Flensburg-Handewitt | Bundesliga  | 19     | 28   | 4       | 24       |
| 2016/17   | SG Flensburg-Handewitt | Bundesliga  | 13     | 30   | 0       | 30       |
| 2017/18   | SG Flensburg-Handewitt | Bundesliga  | 34     | 147  | 20      | 127      |
| 2018/19   | SG Flensburg-Handewitt | Bundesliga  | 34     | 90   | 40      | 50       |
| 2019/20   | SG Flensburg-Handewitt | Bundesliga  | 9      | 25   | 13      | 12       |
| 2020/21   | SG Flensburg-Handewitt | Bundesliga  | 36     | 230  | 91      | 139      |
| 2021/22   | SG Flensburg-Handewitt | Bundesliga  | 27     | 158  | 73      | 85       |
| 2013–2022 | gesamt                 | Bundesliga  | 220    | 745  | 243     | 502      |

Quelle: Spielerprofil bei der Handball-Bundesliga